# Matías Concha
Matías Concha [maˈtias ˈkɔntɕa] (* 31. März 1980 in Malmö) ist ein ehemaliger schwedischer Fußballspieler chilenischer Abstammung. Der Abwehrspieler, der 2006 in der schwedischen Nationalmannschaft debütierte, spielte zwischen 2007 und 2012 in Deutschland.

## Werdegang

### Karrierebeginn und erste Titel in Schweden
Concha spielte in der Jugend zunächst für Kulladals FF, ehe der Abwehrspieler 1997 in die Jugendabteilung von Malmö FF wechselte. Mit der Jugendmannschaft wurde er im folgenden Jahr an der Seite von Jimmy Tamandi, Zlatan Ibrahimović und Kristian Haynes schwedischer Jugendmeister. Im Laufe der Erstliga-Spielzeit 2001 debütierte er für den Klub in der Allsvenskan und spielte sich in den folgenden Spielzeiten im Erstligakader fest. Obwohl der Klub längerfristig mit Concha plante, entschied dieser sich im Februar 2004 zum Vereinswechsel.
Nach 39 Erstligaspielen für MFF wechselte Concha zum Ligarivalen und amtierenden Meister Djurgårdens IF. Beim Stockholmer Verein verdrängte er Niclas Rasck und erkämpfte sich somit auf Anhieb einen Stammplatz. Mit seinem neuen Klub belegte er in der Spielzeit 2004 den vierten Tabellenrang und erreichte das Pokalfinale gegen IFK Göteborg. Mit ihm in der Startelf gelang durch Tore von Daniel Sjölund, der zweimal traf, und Andreas Johansson bei einem Gegentreffer von Niclas Alexandersson durch einen 3:1-Erfolg der Gewinn des Svenska Cupen.
In der folgenden Spielzeit konnte Concha den Vorjahreserfolg mit Djurgårdens IF überbieten. Mit vier Punkten Vorsprung auf den Tabellenzweiten IFK Göteborg gewann die mit Spielern wie Jones Kusi-Asare, Søren Larsen und Fredrik Stenman gespickte Mannschaft den Lennart-Johansson-Pokal als schwedischer Landesmeister. Zudem wurde abermals das Pokalfinale erreicht, in dem der Zweitligist Åtvidabergs FF durch Tore von Toni Kuivasto und Tobias Hysén mit 2:0 besiegt wurde.
Mit dem Double im Rücken nominierte Nationaltrainer Lars Lagerbäck Concha für eine Länderspielserie im Januar 2006. Am 23. Januar des Jahres debütierte er beim 0:0-Unentschieden gegen die jordanische Nationalmannschaft im Jersey der schwedischen Landesauswahl.
Die anschließende Spielzeit verlief für Concha durchwachsen. Zwar kam er in 20 der 26 Saisonspiele zum Einsatz, als Tabellensechster wurde jedoch die Qualifikation zum Europapokal verpasst und auch in der Nationalmannschaft fand er im Jahresverlauf keine weitere Berücksichtigung. Erst im Januar 2007 kehrte er zu seinem zweiten Länderspieleinsatz ins Nationaltrikot zurück. Anschließend konnte er sich jedoch im Kader halten und machte international auf sich aufmerksam. Nach mehrmonatigen erfolglosen Verhandlungen deutete im Frühjahr 2007 vieles auf einen Abschied von Djurgårdens IF hin, zumal sein Kontrakt zum Jahresende auslief.

### Auslandserfahrung in Deutschland
Im Juni 2007 vermeldete der VfL Bochum die Verpflichtung Conchas. Beim Revier-Klub unterschrieb der Verteidiger einen Vierjahresvertrag. In der Bundesliga konnte er sich jedoch nicht auf Dauer durchsetzen. Gebremst durch mehrere Verletzungen rückte er hinter Marc Pfertzel ins zweite Glied und verlor zudem seinen Platz auf der rechten Abwehrseite der schwedischen Nationalelf. Daher kam er in seiner Debütsaison im deutschen Profifußball, in der er mit dem VfL den zwölften Platz belegte, lediglich zu 18 Saisoneinsätzen und wurde nicht im Kader für die Europameisterschaft 2008 berücksichtigt. Nach zwei Spielen zum Auftakt der Bundesliga-Spielzeit 2008/09 musste er erneut verletzt pausieren. Nach der Winterpause konnte er sich weitestgehend in der Stammformation festsetzen und bestritt elf seiner 13 Rückrundenspiele von Anfang an. Zu Beginn der folgenden Spielzeit war er unter Trainer Marcel Koller erneut nur Ersatzspieler und kam nur als Einwechselspieler zum Einsatz. Nach der Entlassung Kollers setzte Interimstrainer Frank Heinemann vermehrt auf ihn, ehe er unter Heiko Herrlich bis zur Winterpause zur Stammkraft avancierte.
Beim Zweitligaspiel gegen Union Berlin am 6. Dezember 2010 erlitt er nach einem Foul durch Macchambes Younga-Mouhani einen Schien- und Wadenbeinbruch und fiel für den Rest der Saison aus.
Erst am 5. Januar 2012 konnte Concha wieder ins Mannschaftstraining der Bochumer einsteigen. Am 25. Februar 2012 kam er im Regionalligaspiel der Bochumer Reserve gegen den SC Verl erstmals wieder in einem Pflichtspiel zum Einsatz. Am 2. März gab er sein Comeback in der zweiten Bundesliga im Heimspiel des VfL gegen Dynamo Dresden. In der Folge musste er jedoch weiterhin mit Verletzungsproblemen kämpfen, dies blieb sein einziger Saisoneinsatz.

### Rückkehr zu Malmö FF
Am 30. Juli vermeldete Malmö FF die Rückkehr Conchas nach Schonen. Bei seiner ersten Profistation unterzeichnete er einen bis Ende 2014 gültigen Vertrag und erhielt die Rückennummer 23, die sein Alter beim Abschied Ende 2003 symbolisierte. In den folgenden Jahren war er vor allem Ergänzungsspieler, zu den Meisterschaften 2013 und 2014 trug er mit sieben bzw. acht Spieleinsätzen bei. Im Sommer 2014 wurde er von Trainer Åge Hareide in drei Partien in der Qualifikation zur UEFA Champions League 2014/15 eingesetzt und war damit am erstmaligen Erreichen der Gruppenphase in der Vereinsgeschichte für den Europapokalfinalisten von 1979 beteiligt. Kurz vor Ende der Spielzeit 2014 verkündete er sein Karriereende zum Ablauf der Saison.

## Titel und Erfolge
- Schwedischer Meister: 2005
- Schwedischer Pokalsieger: 2004, 2005
- Schwedische Jugendmeisterschaft: 1998